# FC Basel
FC Basel – szwajcarski klub piłkarski, założony w Bazylei w 1893 roku, grający w Swiss Super League, 21-krotny mistrz Szwajcarii, drugi najbardziej utytułowany w historii klub szwajcarski.

## Historia
FC Basel, przez kibiców jest potocznie nazywany eff-cee-bee. Największe sukcesy odnosił w latach 60. i 70. XX wieku. Zdobył wówczas siedem razy tytuł mistrza Szwajcarii oraz trzykrotnie puchar kraju. W latach 80. nastały gorsze lata w historii klubu, który grał wówczas w Nationalliga B (II liga Szwajcarii). Do I ligi powrócił dopiero w 1994 roku, jednak nie odnosił w niej większych sukcesów. Dopiero kiedy klub zaczął grać na nowo otwartym stadionie Sankt Jakob-Park, sukcesy powróciły. W 2002 roku FCB zdobył dublet (mistrzostwo i puchar Szwajcarii).

### FC Basel w Lidze Mistrzów
W następnym sezonie jako druga szwajcarska drużyna w historii, Fc Basel zakwalifikował się do Ligi Mistrzów. Po pokonaniu MŠK Žilina w II rundzie, zespół trafił na Celtic FC. W pierwszym meczu na wyjeździe, FC Basel uległo szkockiej drużynie 1:3, jednak w
Bazylei wygrało 2:0 i awansowało do fazy grupowej. Po losowaniu w Monaco, FCB trafiło do grupy B z: Valencia CF, Spartakiem Moskwa i FC Liverpool. W pierwszej kolejce szwajcarzy pokonali u siebie Spartak Moskwa 2:0 po bramkach H. Yakına i J.H. Rossiego. W następnej kolejce zremisowali z Liverpoolem 1:1 (bramka – J.H. Rossi). W 3. kolejce, doznali jednak
sromotnej porażki z Valencia CF 2:6 (bramki zdobywali – H. Yakın i J.H. Rossi.) W kolejnym meczu przyszedł czas na rewanż z Valencią. Przy pomocy kibiców, i po dwóch bramkach I. Ergicia spotkanie zakończyło się remisem 2:2. W kolejnym meczu FC Basel przywiozło 3 punkty z Rosji, wygrywając ze Spartakiem 2:0 (bramki – J.H. Rossi i C. Gimenez). W ostatnim meczu fazy grupowej, do Bazylei przyjechał Liverpool.
Udało mu się jednak tylko zremisować 3:3 (bramki – J.H. Rossi, C. Gimenez i T. Atouba). FC Basel zajęło 2. miejsce w grupie, wyprzedzając The Reds oraz Spartak Moskwa, i awansowało do następnej rundy. Losowanie nie było łaskawy dla szwajcarów i po losowaniu w Genewie, zespół trafił do grupy D wraz z Manchesterem United, Juventusem i RC Deportivo La Coruña. W pierwszym spotkaniu przegrał z Man Utd 1:3 (bramka – C. Gimenez). W kolejnym spotkaniu FCB przegrało 0:4 w Turynie. Następnym przeciwnikiem było RC Deportivo de La Coruna, i FC Basel wygrało 1:0 (bramka – H. Yakın). W Corunii lepsi byli jednak gospodarze i Basel przegrało 0:1. W kolejnym spotkaniu, tym razem na Old Trafford, czerwono-niebiescy zremisowali 1:1 (bramka – C. Gimenez). W ostatnim spotkaniu, FCB już bez szans na awans wygrało z Juventusem 2:0 (bramki – M.Cantaluppi i C. Gimenez). Tym meczem FCB zakończyło najlepszy sezon w historii występów szwajcarskich klubów w europejskich pucharach. W 2004 roku gracze FCB zapewnili sobie tytuł mistrza kraju 4 kolejki przed końcem rozgrywek. W 36 kolejkach meczach ponieśli tylko 3 porażki. W kolejnym sezonie znowu byli niepokonani na krajowym podwórku.
W sezonie 2008/09 FC Basel ponownie wystąpiło w Lidze Mistrzów, jednak wyniki nie były tak wspaniałe. Po pokonaniu w eliminacjach IFK Göteborg i Vitoria Guimaraes, FCB awansowało do fazy grupowej. W Grupie C zagrali z FC Barceloną, Sportingiem oraz Szachtarem Donieck. Basel wypadło słabo, dwa razy przegrywając po 0:5, jedyny mecz gdzie się zdołali zdobyć punkty, był remis 1:1 z FC Barceloną na wyjeździe, gdzie bramkę na wyrównującą zdobył Eren Derdiyok. Basel zajęło ostatnie miejsce z 1 punktem, i odpadło z rozgrywek.
Na własnym boisku nie przegrali między 1 grudnia 2002 (mecz z FC Zürich 1:2) a 13 maja 2006 (dokładnie ten sam rywal i ten sam wynik – tytuł mistrza Szwajcarii utracony na rzecz zuryskiego klubu w doliczonym czasie gry).

### FC Basel w Pucharze UEFA
W sezonie 2005/2006 FC Basel wystąpiło w Pucharze UEFA. W I rundzie wygrali z NK Široki Brijeg i wystąpili w fazie grupowej. W Grupie E spotkali się z RC Strasbourg, AS Romą, FK Crvena Zvezda i Tromsø IL. FCB pierwszy mecz z RC Strasbourg przegrało 0:2 (0:2), drugi z Crveną Belgrad wygrali 2:1 (1:1) po golach Delgado w 28 minucie i Rossiego z rzutu karnego w 88 minucie. Basel wygrało z Tromsø IL 4:3, natomiast przegrali z AS Romą 1:3. Zajęli 3. miejsce w grupie i awansowali dalej. W 1/16 finału trafili na AS Monaco. Pierwszy mecz u siebie zakończył się wygraną 1:0, a rewanż remisem 1:1. Dało to awans drużynie ze Szwajcarii. W 1/8 Basel ponownie miało zmierzyć się z RC Strasbourg, rewanż wypadł udanie, ponieważ pierwszy mecz zakończył się zwycięstwem 2:0 u siebie, oraz remisem 2:2 na wyjeździe. FC Basel dotarło do ćwierćfinału a ich przeciwnikiem był
Middlesbrough FC. po zwycięstwie na St. Jakob 2:0, przyszła porażka 1:4 na wyjeździe i klub z Bazylei pożegnał się z Pucharem po bardzo udanych występach.
W sezonie 2006/2007 wystąpili w ponownie w Lidze Europy. W I rundzie pokonali w dwumeczu macedoński FK Rabotnički Skopje 7:2 i awansowali do fazy grupowej. FC Basel w trafiło do grupy E razem z Blackburn Rovers, AS Nancy, Feyenoordem Rotterdam i Wisłą Kraków. Pierwszy mecz z Feyenoordem zakończył się remisem 1:1, drugi zaś porażką 0:3 z Blackburn. Trzeci mecz z AS Nancy zakończył się remisem 2:2. Prowadzenie dla Nancy zdobył Kim w 31 minucie lecz na wyrównanie nie trzeba było długo czekać, bo w 32 minucie gola dla FCB zdobył Chipperfield. Już 60 sekund później Nancy znów objęło prowadzenie. W 57 minucie wynik ustalił Mile Sterjovski. Do ostatniej minuty wynik był niepewny. W doliczonym czasie gry czerwoną kartkę ujrzał bramkarz szwajcarów Franco Costanzo a do obrony rzutu karnego wytypowano Mladena Petrica, który obronił rzut karny ratując remis. W ostatnim meczu FC Basel przegrało z Wisłą Kraków, prowadzili po golu Petrica w 8 minucie spotkania. W 10 minucie gola na remis zdobył Paweł Brożek. Do końca pierwszej połowy utrzymywał się remis. W 71 minucie meczu, Wisła zdobyła bramkę na 2:1. W 83 minucie trzecia bramkę dla Wisły zdobył strzelec pierwszego gola. FC Basel zajęło ostatnie miejsce w grupie za Wisłą Kraków, z 2 punktami na koncie.
W następnym sezonie FC Basel znowu dostało się do Pucharu UEFA, pokonując w I rundzie FK Sarajevo. W Grupie D przeciwnikami FC Basel byli, Hamburger SV, SK Brann, Dinamo Zagrzeb i Stade Rennes. 25 października 2007, FC Basel pokonało Stade Rennes na St. Jakob-Park 1:0, po bramce Strellera w 55 minucie meczu. 8 listopada padł wynik remisowy 0:0 z Dinamem Zagrzeb. 5 grudnia FCB pokonało Brann 1:0 po bramce Carlitosa w 40 minucie. W ostatnim meczu Basel zremisowało 1:1 z HSV. FC Basel z 8 punktami zajęło 2. miejsce w grupie. W 1/16 trafili na Sporting CP. Pierwszy mecz w Lizbonie zakończył się porażką 0:2. Gole dla Sportingu strzelił dwukrotnie Simon Vukčević. W rewanżu Basel po jednostronnym meczu, przegrało 0:3 i odpadło z turnieju.
W latach 2010–2017 klub zdobył 8 tytułów mistrza Szwajcarii z rzędu i od tego czasu nigdy nie zdobył mistrzostwa, w 2018 roku zdetronizowali go BSC Young Boys Berno.

## Sukcesy
- 21x mistrz Szwajcarii: 1953, 1967, 1969, 1970, 1972, 1973, 1977, 1980, 2002, 2004, 2005, 2008, 2010, 2011, 2012, 2013, 2014, 2015, 2016, 2017, 2025
- 14x zdobywca Pucharu Szwajcarii: 1933, 1947, 1963, 1967, 1975, 2002, 2003, 2007, 2008, 2010, 2012, 2017, 2019, 2025
- 1x zdobywca Pucharu ligi (Liga-Cup): 1973
- 4x zdobywca Pucharu Alp: 1969, 1970, 1981, 2003
- 6x uczestnik Ligi Mistrzów: 2002, 2008, 2010, 2012, 2014, 2015
- 3x uczestnik Ligi Europy: 2013, 2014, 2016

## Obecny skład
Stan na 1 stycznia 2021
| Nr | Poz. | Piłkarz                                                |
| -- | ---- | ------------------------------------------------------ |
| 1  | BR   | Đorđe Nikolić                                          |
| 3  | OB   | Konstantinos Dimitriou                                 |
| 4  | OB   | Eray Cömert                                            |
| 5  | OB   | Silvan Widmer                                          |
| 7  | PO   | Luca Zuffi                                             |
| 8  | PO   | Yannick Marchand                                       |
| 9  | NA   | Ricky van Wolfswinkel                                  |
| 10 | PO   | Samuele Campo                                          |
| 11 | PO   | Afimico Pululu                                         |
| 13 | BR   | Heinz Lindner                                          |
| 14 | PO   | Valentin Stocker (kapitan)                             |
| 17 | OB   | Timm Klose (wypożyczony z Norwich City F.C.)           |
| 18 | NA   | Julian Von Moos                                        |
| 20 | PO   | Fabian Frei                                            |
| 21 | OB   | Jasper van der Werff (wypożyczony z Red Bull Salzburg) |
| 22 | PO   | Orges Bunjaku                                          |
| 23 | PO   | Pajtim Kasami                                          |

| Nr | Poz. | Piłkarz                            |
| -- | ---- | ---------------------------------- |
| 24 | NA   | Tician Tushi                       |
| 26 | NA   | Aldo Kalulu                        |
| 28 | OB   | Raoul Petretta                     |
| 30 | PO   | Edon Zhegrova                      |
| 31 | NA   | Carmine Chiappetta                 |
| 34 | PO   | Taulant Xhaka                      |
| 44 | BR   | Jozef Pukaj                        |
| 46 | BR   | Felix Gebhardt                     |
| 47 | OB   | Elis Isufi                         |
| 72 | OB   | Andrea Padula                      |
| 76 | OB   | Albian Hajdari                     |
| 96 | OB   | Jorge (wypożyczony z AS Monaco FC) |
| 98 | NA   | Arthur Cabral                      |
| –  | PO   | Lirik Vishi                        |
| –  | PO   | Mihailo Stevanovic                 |
| –  | PO   | Liam Chipperfield                  |

### Piłkarze na wypożyczeniu
| Nr | Poz. | Piłkarz                                   |
| -- | ---- | ----------------------------------------- |
|    | NA   | Kaly Sene (wypożyczony do Omonii Nikozja) |